# Frederik Andersen
Frederik Andersen, född 2 oktober 1989 i Herning, Midtjylland, är en dansk professionell ishockeymålvakt som spelar för Carolina Hurricanes i NHL. Han har tidigare spelat för Toronto Maple Leafs.
Andersen valdes av Carolina Hurricanes i den sjunde rundan i NHL-draften 2010 som 187:e spelare totalt. Efter att Andersen inte kommit överens med Carolina valdes han av Anaheim Ducks i den tredje omgången av 2012 års draft som 87:e spelare totalt.

## Spelarkarriär

### Europa
Den 13 mars 2010 Andersen gjorde mål i tom bur i den fjärde kvartsfinalen mot Rødovre Mighty Bulls. Han gjorde nästan mål två dagar tidigare i den tredje matchen, men missade.
Andersen satt ett nytt klubbrekord för Frölunda HC i grundserien med åtta hållna nollor under Elitseriesäsongen 2011/2012 och överträffade då Henrik Lundqvists tidigare rekord på sju nollor från säsongen 2003/2004. Utöver de hållna nollorna hade Andersen även lägst antal insläppta mål per match i genomsnitt (GAA) och högst räddningsprocent, vilket ledde till en nominering till Årets nykomling i Elitserien.

### NHL
Den 20 oktober 2013 gjorde Andersen sin NHL-debut för Anaheim Ducks när han ersatte Jonas Hiller till matchens andra period. Efter att ha tagit över ett 3-1–underläge räddade han samtliga skott och registrerade sin första seger i NHL i och med att Ducks vände och vann med 6-3 över Dallas Stars. Den 4 mars 2014 blev lagets dåvarande andramålvakt Viktor Fasth trejdad till Edmonton Oilers och Andersen övertog då den rollen efter att ha tillbringat större delen av säsongen i Anaheims AHL-lag Norfolk Admirals.
Den 16 april 2014 vann Andersen sin debut i Stanley Cup-slutspelet när Anaheim besegrade Dallas Stars med 4-3. Andersen gjorde 32 räddningar och släppte in tre mål. Han delade speltid med både Jonas Hiller och John Gibson under Ducks slutspel, vilket avslutades i semifinal efter att ha blivit utslagna av Los Angeles Kings, de slutliga vinnarna av Stanley Cup.
Året därpå, säsongen 2014/2015, gick Hiller som free agent till Calgary Flames och Andersen och Gibson blev då Ducks målvaktsduo. Som säsongen fortskred blev dock Andersen lagets förstamålvakt både på grund av hans imponerande målvaktsspel och skador på Gibson som höll den senare borta från spel. Efter att ha spelat in sin 30:e seger för säsongen den 3 mars 2015 tangerade Andersen NHL-rekordet som den målvakt i historien som snabbast nått 50 vinster under karriären. Han nådde milstolpen på 68 matcher och tangerade då rekordet som fastställdes av Montreal Canadiens Bill Durnan den 16 december 1944.

## Klubbar
- Herning Blue Eagles 2004–2009
- Frederikshavn Hawks 2009–2011
- Frölunda HC 2011–2012
- Norfolk Admirals 2012–2013
- Anaheim Ducks 2013–2016
- Toronto Maple Leafs 2016–2021
- Carolina Hurricanes 2021–